# Rote Sturmfahne
Rote Sturmfahne — ежедневная газета на немецком языке, издаваемая в Марксштадте, АССР Немцев Поволжья, Советский Союз; была основана в 1931 году. Являлась органом Марксштадтского кантонального комитета ВКП(б), Марксштадтского кантонального исполнительного комитета и профсоюзов. Тираж газеты составлял около 5000 экземпляров, выпуски состояли из четырёх страниц. В 1934-1937 годах Александр Хассельбах был редактором Rote Sturmfahne, а Эдуард Айрих был ответственным секретарём редакции Rote Sturmfahne в 1938-1941 годах.
Выпуск газеты был прекращён в августе 1941 года.